# Estación Tameike-Sannō
Tameike-sannō  (溜池山王駅 Tameike-Sannō-eki?) es una estación de metro en Tokio, Japón, operada por el operador de metro Tokyo Metro. Está ubicado en el distrito de Chiyoda (Línea Namboku) y Minato (Línea Ginza ).

## Líneas
La estación Tameike-sannō cuenta con el servicio de las siguientes dos líneas de metro de Tokyo Metro.
- Línea Ginza
- Línea Namboku

La estación también está conectada por pasadizos subterráneos a la Kokkai-gijidomae, a la que llega la línea Marunouchi (este transbordo representa un tiempo apreciable a pie) y la línea Chiyoda , y es posible hacer transbordo entre las dos estaciones sin cruzar las puertas de entrada.

## Pasajeros
En el año fiscal 2019, la estación tenía 150 922 pasajeros diarios (incluida la estación Kokkai-gijidomae)

## Disposición de la estación

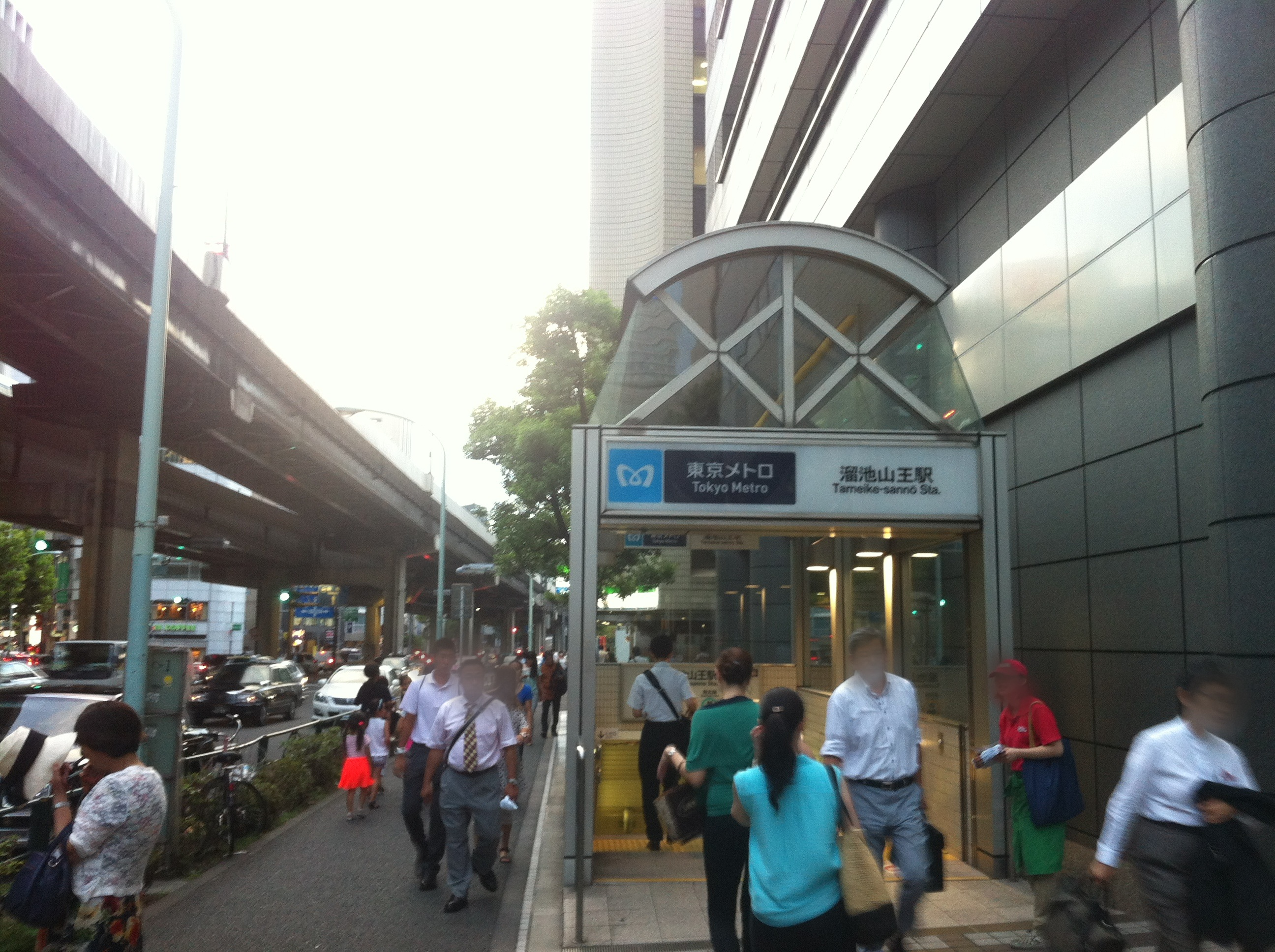
Salida n°13 en 2014

La estación tiene dos andenes centrales (uno por cada línea) que dan servicio a cuatro vías. Todos los andenes poseen puertas de andén

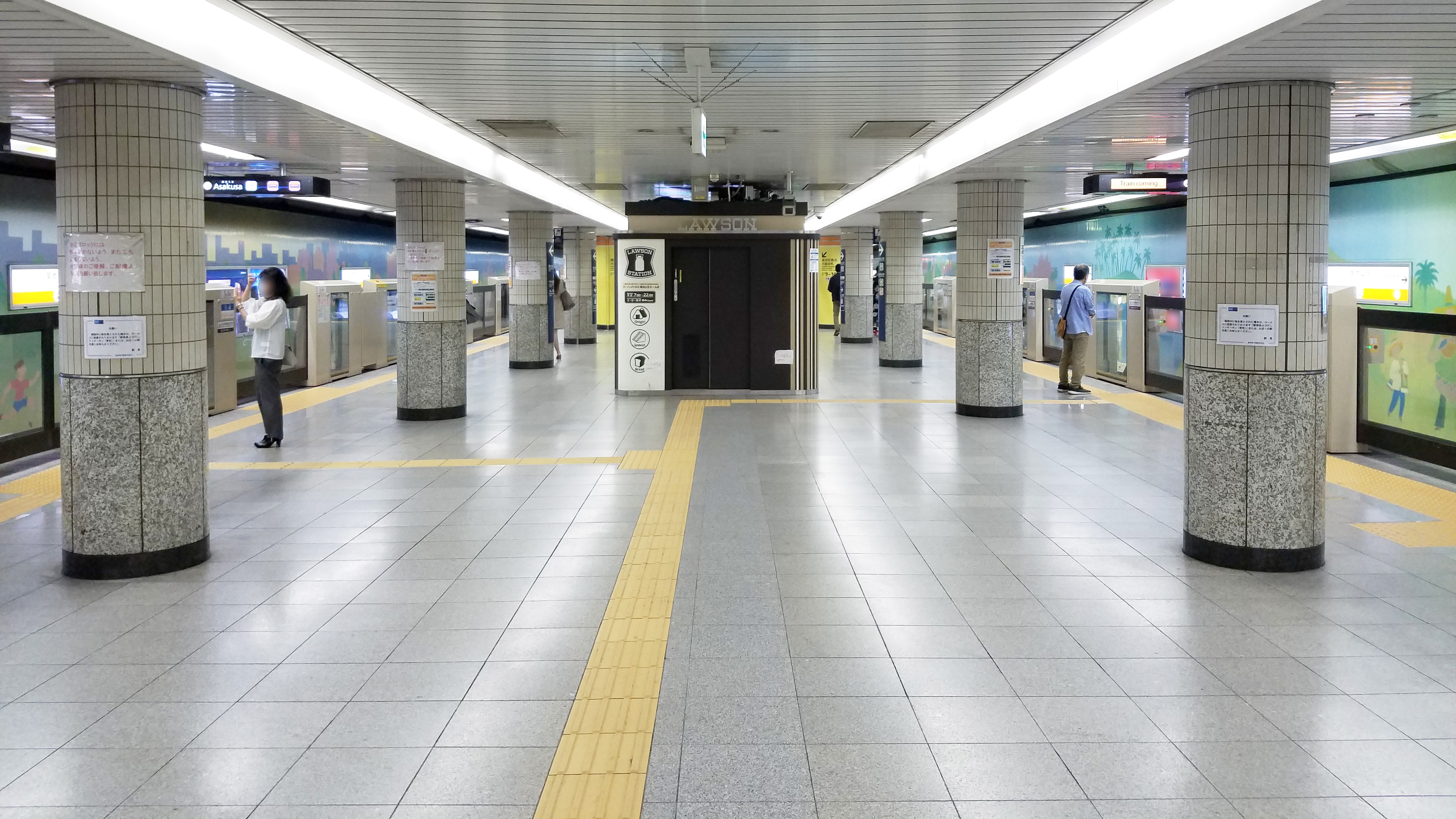
Andenes de la linea Ginza
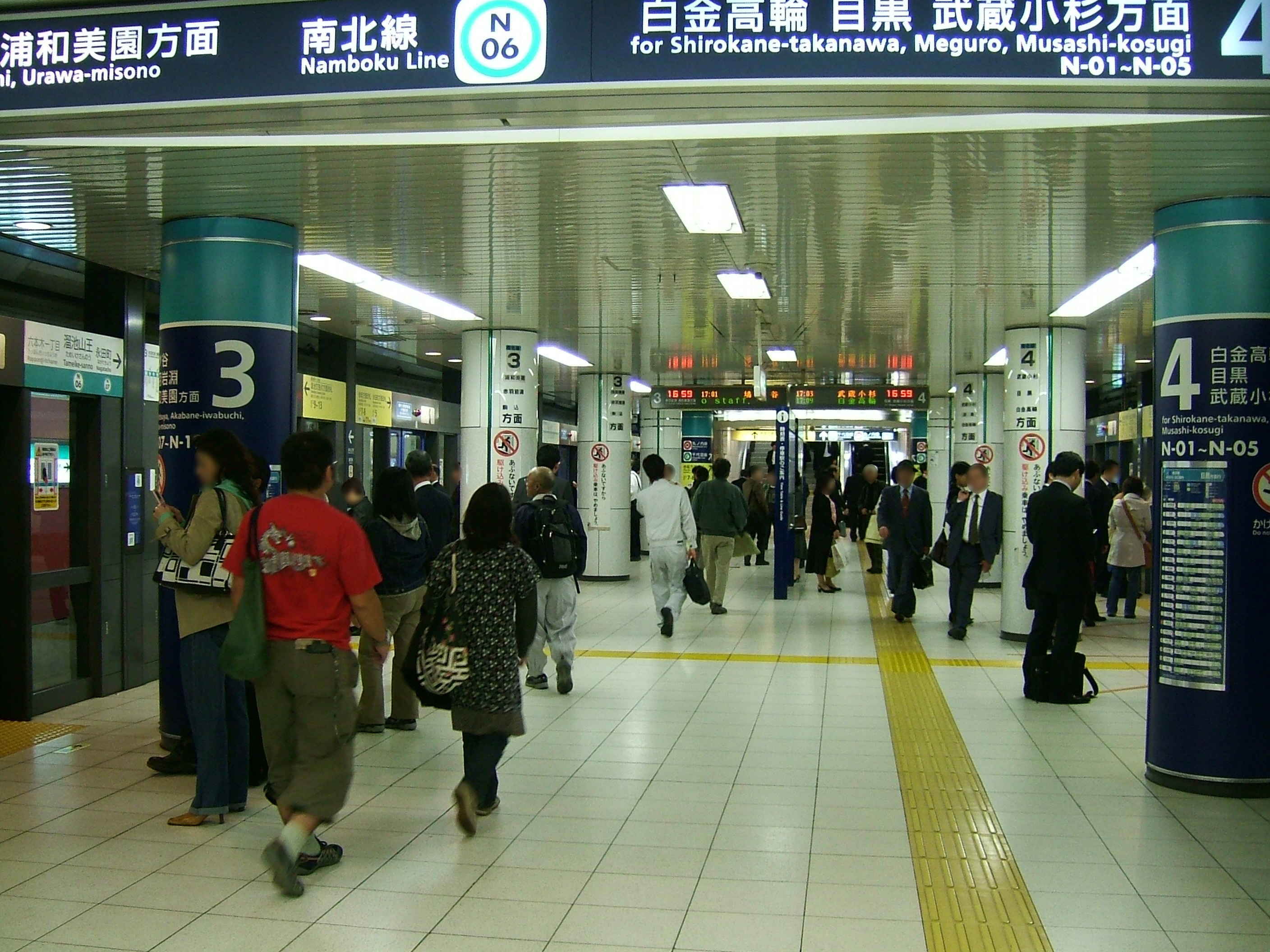
Andenes de la linea Namboku

## Historia
La estación se inauguró el 30 de septiembre de 1997 como terminal sur de la Línea Namboku. Las plataformas de Ginza Line se abrieron al mismo tiempo.
Lleva el nombre del cercano cruce de Tameike (que a su vez lleva el nombre de un depósito [tameike] que una vez cubrió el área) y el cercano Santuario Sanno (comúnmente conocido como el Santuario Hie) . Tanto "Tameike" como "Sanno" son nombres de paradas de autobús en la zona. La estación originalmente se llamaría "Tameike" después de la parada Tameike más cercana, pero se agregó el nombre Sanno para satisfacer a Chiyoda (ya que Tameike está asociado con el distrito Akasaka de Minato).
Las instalaciones de la estación fueron heredadas por  Tokyo Metro después de la privatización de la Autoridad de Tránsito Rápido de Teito (TRTA) en 2004.

## Estaciones adyacentes
| « Anterior                  | « Anterior                  | Siguiente »                    | Siguiente »                    |                    |
| Metro de Tokio              | Metro de Tokio              | Metro de Tokio                 | Metro de Tokio                 | Metro de Tokio     |
| Línea Ginza (G-06)          | Línea Ginza (G-06)          | Línea Ginza (G-06)             | Línea Ginza (G-06)             | Línea Ginza (G-06) |
| --------------------------- | --------------------------- | ------------------------------ | ------------------------------ | ------------------ |
| Akasaka-Mitsuke (a Shibuya) | Akasaka-Mitsuke (a Shibuya) | Toranomon (a Asakusa)          | Toranomon (a Asakusa)          |                    |
| Línea Namboku (N-06)        |                             |                                |                                |                    |
| Roppongi-itchōme (a Meguro) | Roppongi-itchōme (a Meguro) | Nagatacho (a Akabane-iwabuchi) | Nagatacho (a Akabane-iwabuchi) |                    |